# Naft Tehran FC
Naft Tehran FC is een Iraanse voetbalclub uit Teheran. De club komt uit in de Iran Pro League. De wedstrijden worden gespeeld in het Takhtistadion, dat plaats biedt aan 30.122 toeschouwers.

## Bekende en prominente (oud-)spelers
- Ahmad Alenemeh
- Alireza Beiranvand
- Ali Karimi
- Sosha Makani
- Hadi Norouzi

Esteghlal · Foolad · Gol Gohar · Machine Sazi · Naft Masjed Soleyman · Nassaji Mazandaran · Pars Jam · Paykan · Persepolis · Saipa · Sanat Naft · Sepahan · Shahin Bushehr · Shahr Khodro · Tractor · Zob Ahan